# Чесьма (галера)
«Чесьма» или «Чесма» — галера Балтийского флота Российской империи, одна из 10 галер типа «Бодрая».

## Описание галеры
16-баночная галера с деревянным корпусом, одна из 10 галер типа «Бодрая». Длина галеры составляла 38,4 метра, ширина — 5,5 метра, а осадка — 1,75—1,8 метра. В качестве основного движителя судна использовалось 16 пар вёсел, также галера была оборудована вспомогательным косым парусным вооружением.
Артиллерийское вооружение галеры составляли 11 орудий, точных сведений о составе артиллерийского вооружения и особенностях конструкции не сохранились, однако большинство 11-пушечных 16-баночных галер, строившиеся для Российского императорского флота имели в качестве артиллерийского вооружения одну 12-фунтовую, две 8-фунтовые пушки и 8 фальконетов. Также эти галеры были оснащены двумя мачтами с латинским парусным вооружением и имели по 4 гребца на каждое весло.
Галера была одним из 6 парусных и парусно-гребных судов Российского императорского флота, носивших наименование «Чесма». Также в составе Балтийского флота в разное время несли службу з парусных линейных корабля 1770, 1783 и 1811 годов постройки, а в составе Черноморского флота два линейных корабля 1828 и 1849 годов постройки.

## История службы
Галера «Чесьма» была заложена на стапеле Галерной верфи Санкт-Петербурга в 1762 году и после спуска на воду в том же году вошла в состав Балтийского флота России. Строительство вели кораблестроители А. И. Алатченинов и Борисов.
Во время наводнения в Кронштадте, начавшегося в ночь на 10 (21) сентября 1777 года галера «Чесьма» вместе с другой галерой «Лемнос» была выброшена на берег.
25 мая (5 июня) 1796 года галера находилась в галерном порту Санкт-Петербурга. Около 10 часов дня в галерном порту от удара молнии загорелся деревянный мачтовый сарай. Восточным ветром к 11 часам огонь перенесло на крыши соседних сараев и магазинов, а затем на находившиеся в гавани гребные суда. Всего в результате пожара в порту сгорели 117 зданий, 79 галер и 118 других судов, включая галеру «Чесьма».

### Комментарии
1. ↑  Всего в рамках серии было построено 10 галер: «Бодрая» (головное судно проекта), «Канарейка», «Комета», «Люфер», «Мир», «Снигирь», «Сокол», «Добычная», «Удалая» и «Чесьма»[1].
2. ↑  126 футов[2].
3. ↑  18 футов[2].
4. ↑  5 фунтов 9 дюймов[2].
5. ↑  Или 16 банок[3].